# Johan Erik Forsström
Johan Erik Forsström, né en 1775 à Transtrand et décédé en 1824 à Munktorp, était un pasteur et naturaliste suédois de la province de Dalécarlie. 

## Biographie
Il a étudié à l'Université d'Uppsala, où l'un de ses instructeurs était le naturaliste Carl Peter Thunberg (1743-1828). En 1800, il accompagne Göran Wahlenberg (1780-1851) dans une expédition à travers la Fennoscandie, où il effectue des recherches entomologiques et botaniques. Pendant le voyage, il a tenu un journal, et en 1917, les détails de l'expédition ont été publiés dans un livre intitulé I Norrlandsstäder och Lapplandsbygd År 1800. John Erik Forsströms dagbok öfver resan i Norrland och Finnmarken 1800 och i Roslagen 1801.
De 1802 à 1815, Forsström est affecté comme pasteur à Saint-Barthélemy des îles Sous-le-Vent, où il travaille également à la collecte de spécimens botaniques. Il retourne ensuite en Suède, où il meurt en 1824 à Munktorp, situé près de la ville de Köping.

## Botanique
L'abréviation standard d'auteur Forsstr. est utilisée pour indiquer cette personne comme auteur lors de la citation d'un nom botanique.
Le genre de plante Forsstroemia de la famille des Leptodontaceae porte son nom.